# Rutana (Provinz)
Rutana ist eine Provinz von Burundi. Sie liegt im Südosten des Landes und grenzt an Tansania. Ihre Hauptstadt heißt ebenfalls Rutana.
2007 hatte Rutana etwa 306.000 Einwohner.
Rutana ist in die sechs Distrikte (communes) Bukemba, Giharo, Gitanga, Mpinga Kayove, Musongati und Rutana eingeteilt.